# Barbara Petritsch

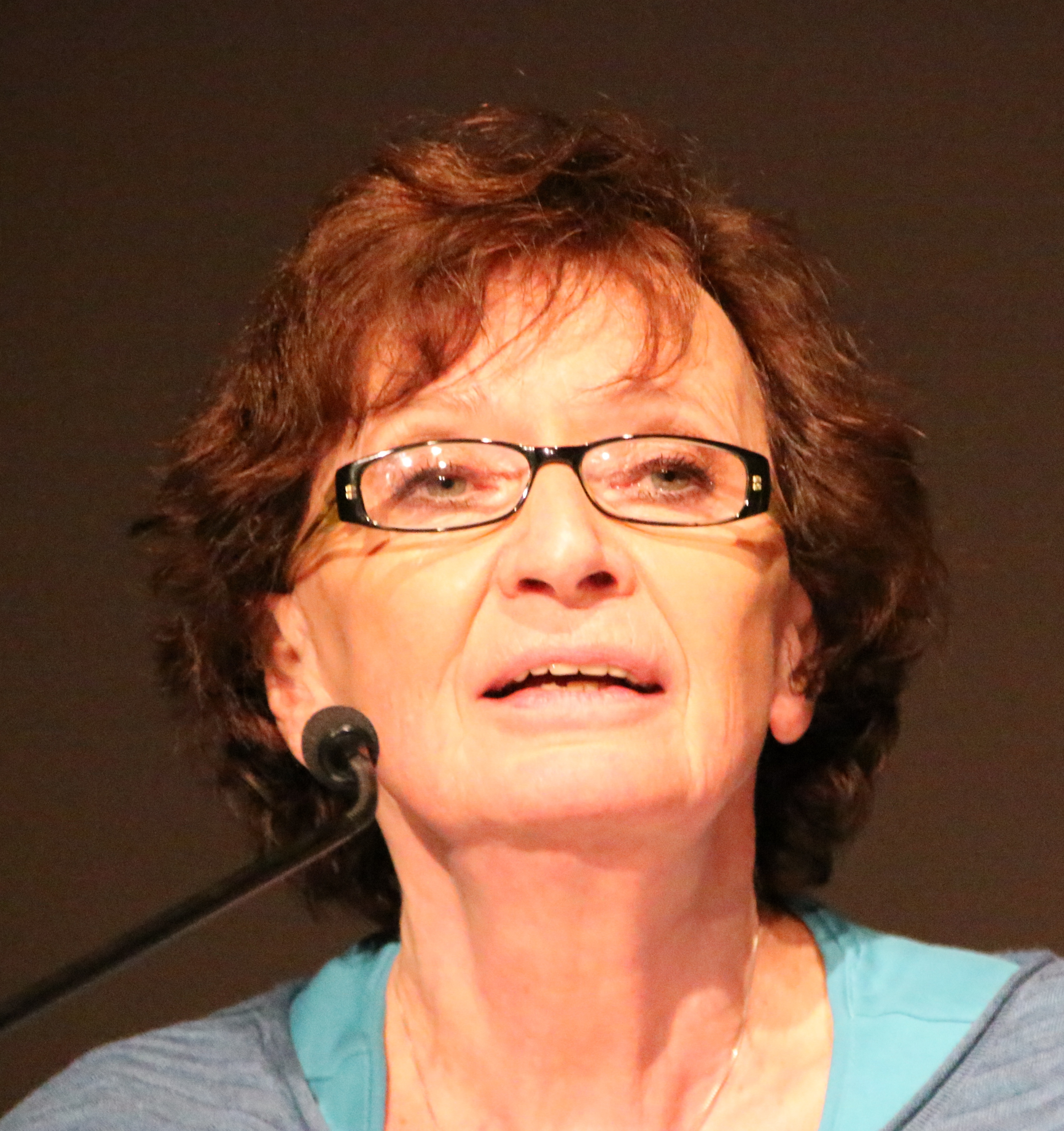
Barbara Petritsch am 30. Januar 2020 bei der Gedenkveranstaltung der perspektive Mauthausen

Barbara Petritsch (* 24. Februar 1945 in Schladming) ist eine österreichische Schauspielerin.

## Leben
Sie erhielt ihre schauspielerische Ausbildung bis 1963 an der Akademie für Musik und darstellende Kunst in Graz. Ihr erstes Engagement erhielt sie in der Spielzeit 1968/69 am Stadttheater Klagenfurt. Danach agierte sie am Stadttheater Hildesheim (1969/70), an den Städtischen Bühnen Nürnberg (1970–72), am Staatstheater Kassel, dem Deutschen Schauspielhaus in Hamburg, am Volkstheater Wien und beim Steirischen Herbst in Graz. 1974 bis 1976 und dann wieder 1982 stand sie an den Städtischen Bühnen Frankfurt auf der Bühne, 1976 bis 1978 sowie 1980 bis 1983 bei den Münchner Kammerspielen. 1978 bis 1980 war sie am Bremer Theater engagiert.
Seit 1980 gastierte sie als freischaffende Schauspielerin an zahlreichen Theatern, darunter 1981 am Düsseldorfer Schauspielhaus, 1983 an der Volksbühne Berlin, 1984 am Schlossparktheater, 1984 bei den Salzburger Festspielen und 1985 beim Bayerischen Staatsschauspiel in München.
1987 wirkte sie am Schauspielhaus Bochum, 1989 an der Staatlichen Schauspielbühne Berlin. Seit Anfang der neunziger Jahre gehörte sie zum Ensemble am Schauspiel Köln, seit September 1999 ist sie Mitglied des Ensembles am Burgtheater.
Barbara Petritsch verkörperte während ihrer Laufbahn viele bedeutende Frauenfiguren des Theaters. Titelrollen übernahm sie 1972 in Fräulein Julie von August Strindberg, 1974 in Lysistrate und die Nato von Rolf Hochhuth, 1977 in Doña Rosita bleibt ledig von Federico García Lorca, 1978 in Maria Stuart von Friedrich Schiller, 1981/82 in Medea von Euripides, 1987 in Antonius und Cleopatra von Shakespeare und 1996 in Riefenstahl (von und mit Hans Kresnik). Seit 1999 ist sie am Burgtheater Wien engagiert.
2016 gastierte sie als Prospero in Der Sturm am Schauspielhaus Graz.
2022 wurde ihr der Berufstitel Kammerschauspielerin verliehen.

## Filmografie
- 1978: Dona Rosita oder Die Sprache der Blumen (TV)
- 1982: Wohin und zurück Teil 1: An uns glaubt Gott nicht mehr – Ferry oder Wie es war (TV)
- 1984: Die Krimistunde (Fernsehserie, Folge 10, Episode: "Ich spiel Sie an die Wand")
- 1985: Bereit zum Mord (TV)
- 1986: Erdsegen (TV)
- 1987: ...zum Tode verurteilt (Fernsehserie Ein Fall für zwei)
- 2005: Donauleichen
- 2006: Septem
- 2007: Höllenangst (TV)
- 2016: Die Nacht der 1000 Stunden
- 2018: Die Professorin – Tatort Ölfeld
- 2019: Glück gehabt
- 2025: Wiener Blut – Berggericht (Fernsehreihe)